# 15674 Elfving
15674 Elfving è un asteroide della fascia principale. Scoperto nel 1978, presenta un'orbita caratterizzata da un semiasse maggiore pari a 2,3468253 au e da un'eccentricità di 0,0472688, inclinata di 6,16175° rispetto all'eclittica.